# Nusantara
Nusantara, oficial capitala Nusantara este capitala Indoneziei, inaugurată la 17 august 2024, care coincide cu Ziua Independenței Indoneziei. Nusantara a înlocuit Jakarta ca capitală națională, o poziție pe care aceasta a ocupat-o de la proclamarea independenței țării în 1945.
Situl este situat pe coasta de est a insulei Borneo, în special în provincia Kalimantan de Est. Se estimează că orașul va cuprinde o suprafață de 2.560 kilometri pătrați (990 mi2), înconjurat de peisaje deluroase, o pădure și un golf natural.
Construcția a început în iulie 2022, începând cu defrișarea terenului și construirea căilor de acces. Faza inițială, cunoscută sub numele de „Zona Centrală a Guvernului”, va cuprinde birouri guvernamentale, școli și spitale.
Proiectul este estimat a fi în valoare Rp 523 trilioane (35 miliarde USD) și vor fi finalizate în 5 etape. Faza 1 a început în august 2022. Aproximativ 150.000 până la 200.000 de muncitori din toată Indonezia au participat la acest proiect cu o forță de muncă suplimentară în regiunea Nusantara pentru a asigura participarea lucrătorilor locali. Proiectul este de așteptat să fie complet finalizat în 2045, Faza 5 fiind ultima.
6.000 de funcționari publici sunt așteptați să se mute în Nusantara până în octombrie 2024, la timp pentru învestirea președintelui ales Prabowo Subianto. Până la sfârșitul anului 2024, 12.000 de funcționari publici sunt așteptați să se mute în Nușantara. Ministerul Lucrărilor Publice și Locuințelor va fi primul minister mutat definitiv în Nusantara în iulie 2024, urmat de Biroul Președintelui Indoneziei.